# Circus (Nederlandse band)
Circus was een Nederlandse band uit Rotterdam. 
De band bestond uit Han Schotel, Kees de Blois, Fred de Groot en Martin Agterberg en kwam voort uit de band Jumbo en daarvoor Purple Pillow. 
De band had in 1974 een hit met het nummer "Beer or sangria" (B-zijde "Do do do") dat in 1974 in de top 40 zes weken genoteerd stond met als hoogste plaats nummer 18.
Hiervan verscheen ook een Duitstalige versie "Nix Bier señor, nur Sangria" (B-zijde "Shoo, shoo, shoo") in samenwerking met de Duitse "Fred" als "Fred & Circus".  
Daarna verschenen in de periode tot 1976:
- "Over and over" (B-zijde "What did I do")
- "Sagapo" (B-zijde "Dance")
- "Toreador!" (B-zijde "What did I do")
- "Darkness (B-zijde "Hangin' on")

"Beer or sangria" (B-zijde "Do do do") werd in 1981 opnieuw uitgebracht. 

## Trivia
Ir. Evert v.d. Pik, een van de personages in de tv-serie Van Oekel's Discohoek, had in 1975 met het nummer "Geen bier maar karnemelk", geschreven op de muziek van "Beer or sangria", ook een notering in de tipparade van de Top 40.    